# Stanisław Nagy
Stanisław Kazimierz Nagy, SCI (30 tháng 9 năm 1921 - 5 tháng 6 năm 2013) là  là một giám mục của Giáo hội Công giáo người Ba Lan. Ông là  linh mục của  Dòng Thánh Tâm Chúa Giêsu (DSCI)

## Cuộc đời
Stanisław Kazimierz Nagy sinh năm 1921 tại Bieruń, Silesia, Ba Lan, với cha là người Hungary và mẹ là người Ba Lan. Năm 1937, ông trở thành thành viên của Giáo đoàn Dehonian và được thụ phong linh mục năm 1945. Ông là hiệu trưởng của trường Kraków - Płaszów, ở Tarnów và là giáo sư tại Đại học Công giáo Lublin.
Vào đầu những năm 1970, Nagy phục vụ trong Ủy ban Thần học Quốc tế, Ủy ban Liên hợp Công giáo-Luther và trong ban biên tập của Từ điển Bách khoa Công giáo. Ông tham dự các Thượng Hội đồng năm 1981 và 1985 cũng như viết sách về chủ nghĩa đại kết và Giáo hoàng Gioan Phaolô II. Stanisław Kazimierz được phong làm Tổng giám mục và được phong làm Hồng y Phó tế của Santa Maria della Scala vào ngày 21 tháng 10 năm 2003. Hồng y Stanisław Kazimierz qua đời ngày 5 tháng 6 năm 2013 tại Kraków, Ba Lan.